# Carolina Miranda
Carolina Miranda Olvera (Irapuato, 25 giugno 1990) è un'attrice messicana.
È conosciuta principalmente per il suo ruolo di Vicenta Acero "La Coyote" nella serie di Telemundo Señora Acero ed Elisa Lazcano nella serie di Netflix Che fine ha fatto Sara?

## Carriera
Nel 2012 ha debuttato nelle telenovelas partecipando ne Los Rey come protagonista giovanile interpretando "Fina".
Nel 2014 ha partecipato in "Las Bravo", protagonista giovanile interpretando Carmen Bravo.
Nel 2015 ha preso parte al reality show “La Isla” e all'opera di Vicente Leñero “La visita del Ángel” diretto da Raul Quintanilla.
Nel 2016 fu la protagonista della terza stagione di Señora Acero interpretando a Vicenta Acero "La Coyote” segnando la sua carriera negli Stati Uniti con 3 stagioni in più nel 2017 e 2018.
Nel 2018 ha condotto differenti eventi musicali nel Dolby Theater.
Nel 2019 fu la protagonista di Claramente.
Nel 2020 durante la pandemia ha realizzato, accanto a due attori del cast di Señora Acero la coyote: Oka Giner e Alex Oliva, un podcast Eso no es de Princesas, gli episodi erano trasmessi i  giovedì alle 18:00pm ora messicana dal suo canale di YouTube.
Nel 2021 ha esordito in nuovi episodi di Claramente ed è apparsa sulla piattaforma di Netflix nel ruolo di Elisa nella serie Che fine ha fatto Sara? (¿Quién mató a Sara?), che è andata in onda il 24 marzo. Sempre nel 2021 è stata protagonista della serie di Telemundo Malverde - el Santo Patrón interpretando Isabel Aguilar.
Tra il 2022 e il 2023 è stata protagonista della serie La mujer del diablo, interpretando il ruolo di Natalia Vallejo.
Nel 2023 è protagonista della serie Netflix Profilo Falso nel ruolo di Camila Román, e della telenovela Tierra de Esperanza nel ruolo di María Teresa Arteaga.

## Filmografia
| Anno      | Titolo                    | Personaggio                     |
| --------- | ------------------------- | ------------------------------- |
| 2025      | Velvet - El Nuevo Imperio | Cristina Otegui                 |
| 2025      | El Hilo Rojo              | Abril Navarro                   |
| 2024      | Mujeres Asesinas          | Esmeralda                       |
| 2023      | Tierra de Esperanza       | María Teresa Arteaga            |
| 2023-2025 | Profilo Falso             | Camila Román                    |
| 2022-2023 | La mujer del Diablo       | Natalia Vallejo                 |
| 2022      | Malverde: el santo patrón | Isabel Aguilar                  |
| 2021-2022 | Che fine ha fatto Sara?   | Elisa Lazcano                   |
| 2019      | Dani Who?                 | Lluvia                          |
| 2019      | Claramente                | Chiara Díaz                     |
| 2018      | Heredadas                 | Sofia                           |
| 2016-2019 | Señora Acero, La Coyote   | Vicenta Acero / Vicenta Rigores |
| 2016      | Un día cualquiera         | Marilupe / Annette / Liliana    |
| 2014-2015 | Las Bravo                 | Carmen Bravo                    |
| 2012-2013 | Los Rey                   | Delfina Rey Ortuña 'Fina'       |

## Premi e riconoscimenti
- Palma d'oro come attrice rivelazione
- Premio Produ come Migliore Attrice
- Microfono d'Oro per Migliore Attrice